# Бай, Томазо
Томазо (Томассо) Бай (итал. Tommaso Bai; ок. 1650, Кревалькоре близ Болоньи — 22 декабря 1714 , Рим) — итальянский композитор, капельмейстер и певец (тенор).
С 1670 года пел в капелле Джулия, сопровождавшей праздничные церемонии в Ватиканском соборе Святого Петра. Пел в течение 44 лет под руководством (в разное время) Орацио Беневоли, Эрколе Бернабеи, Паоло Лоренцани и др. Кроме папской капеллы выступал во многих других римских церквях.
Упоминается, как выдающийся музыкальный педагог .
В 1713 году стал капельмейстером папской капеллы .
Т. Бай — автор знаменитого, одного из трёх мизерере (Miserere), которое исполняется в папской капелле на Страстной неделе попеременно с Miserere Аллегри и Баини. Оно напечатано в сборниках песнопений Страстной недели папской капеллы.
Значительное количество других произведений Бая находится в рукописях в римских библиотеках, в том числе несколько месс, псалмов, церковных гимнов и около 20 мотетов.